# 沃尔特·杰克逊·弗里曼三世
沃尔特·杰克逊·弗里曼三世（英語：Walter Jackson Freeman III，1927年1月30日—2016年4月24日）是一位美国生物学家和神经科学家，曾使用脑电图对兔子的嗅觉进行了研究。其父亲是沃尔特·杰克逊·弗里曼二世，小威廉·基恩是他的外曾祖父。